# أوم (مغنية)
أمّ الغيث بنت الصحراوي واسمها الفني أُمّ أو أوم (Oum) ‏ (مواليد 18 أبريل 1978، الدار البيضاء) هي مغنية سول مغربية ولديها جنسية فرنسية، شاركت في العديد من المهرجانات الدولية قدمت خلالها نموذجا جديدا للأغنية المغربية الممزوجة بالحسانية واللغة الإنجليزية.
أول ألبوم لها صدر عام 2009 بعنوان «ليكم»، متأثِّرة بالسول الأميركي، وألبومها الثاني «سويرتي» (أي الحظ) صدر عام 2012، واستقرت وتدريجياً تنقيباتها الموسيقية في ألبومها الأخير «SOUL OF MOROCCO» (روح المغرب) الصادر سنة 2013، على توليفة غنائية فريدة تعبِّر عن الثراء الفني المحلي وقدرته على محاورة ألوان وإيقاعات موسيقية عالمية. وبشكل عملي قدمت «أُمّ» في ألبومها خلطة من التراث الحساني الصحراوي بإيقاعاته المحلية، وموسيقى السول الأميركية بما فيها من عناصر الغوسبل والجاز. وعلى غرار ألبوم «ليكم» وَزَّعت أغاني هذا الألبوم على نمط (أكوستيك) خالٍ من المؤثراث الإلكترونية، وذلك بتسجيل جماعي مباشر في أستوديو دافو الباريسي، اعتماداً على إيقاعات مغربية قحّة بالدربوكة والبندير والطار.

## مسيرتها
من مواليد الدار البيضاء، وترعرعت بمراكش، وجذور أجدادها شنقيطية، استوطنوا دكالة قديما. كانت معجبة بموسيقى ويتني هيوستن.
ورحلتها الغنائية بدأت في جوقة مسيحية، الغوسبل، في مراكش، وكان عمرها آنذاك بين 14 أو 15 عاماً، حيث تعرفت على بشخص أمريكي من أصل جمايكي بمراكش عن طريق المعهد الثقافي الفرنسي، الذي دعاها لتأسيس جوقة الغناء الإنجيلي الغوسبل، فوافقت مباشرة. وكانت تغني في هذه الجوقة أغان جامايكية وأغان غوسبل تقليدية من أمريكا. ساعدتها هذه الجوقة على تطوير صوتها وطريقة غنائها. سنة 1997 عادة إلى المدرسة الوطنية للهندسة المعمارية بالرباط، وقررت في عام 2003 التفرغ الكامل للموسيقى. وافقت على دعوة الفنان فيليب ديلماس للتسجيل في فرنسا، لكنها سرعان ما عادت للمغرب بعد شعورها بعدم التأقلم مع الأنواع الموسيقية الفرنسية، وبعودتها سنة 2004 لبلادها اكتشفت عالم الموسيقى الصحراوية التي تنتمي لجذورها، حيث الكنواة والحسانية.
وتشعر أم الغيث أنها منجذبة إلى أفريقيا أكثر من الشرق الأوسط. فحسب قولها المغاربة عرب وأفارقة في الوقت ذاته. ويعود السبب في هذا إلى طفولتها، إذ كانت مربيتها سيدة من أقصى جنوب المغرب. وترتدي أم الغيث العمامة كما ترتدي أيضاً زينة الأمازيغ. سنة 2005 حققت أغنيتها «الحمد لله» أكبر نجاح حظيت به في المغرب.
وفي يوليو 2011 تعرفت على «وين بيكفورد» وهو الذي لحن بعض القطع الموسيقية لمانو ديبانغو، وعزفت مع وين على المسرح، وقام وين بتصوير فيلم فيديو صغير لها على المسرح وعرضه على مانو ديبانغو، وهذا ما دفع مانو لأن يعرض عليها أن تغني أغنية في ألبومه. في نوفمبر 2011 دعاها مانو لتظهر معه على المسرح في «كازينو دي باريس». وكان ذلك لقاءً مهما لها نظرا لحظور موسيقيين وفنانين ودبلوماسيين من أفريقيا.

## أعمال
غَنَّت «أُمّ» للعاطفة والدراما الإنسانية، كما غَنَّت رفقة مغني الراب الغاني بليتز ذي أمباسادور عن الأفارقة الذين يطمحون في الهجرة إلى أوروبا. وغَنَّت ضد العولمة. ومن أغنياتها (سينغل): «أمي» بالاشتراك مع باري (2003)، «الدايم الله» (2004) «إفريقيا» (2004)، «التواضع» (2005)، «لا تيأس» (2008) رفقة مجموعة الراب H. KAYNE، و«ليك» مع دون بيغ عام (2010).

### ليكم (2009)
ليكم كان أول ألبوم لها، تم تقديمه بالدار البيضاء في مايو 2009.

### ألبوم سويرتي (2012)
تم اختيار كلمة «سويرتي» عنوان للألبوم وهي كلمة في العامية المغربية، مأخوذة أصلاً من الإسبانية وتعني «الحظ» أو القدر. وحسب أم الغيث فهي أطلقت على هذا الألبوم اسم «سويرتي»: لأن الكلمة تعكس واقعاً من الحلم واللهو والاسترخاء. فإن حالفك «السويرتي» أم لا، لن تستطيع أن تسيطر على حياتك كلياً. العديد من الأشياء قسمة ونصيب، إن صدّقت ذلك أم لم تصدّق.
معظم أغاني هذا الألبوم تعالج موضوع الحب والحسية. أغنية «حارقين» تتكلم عن اللاجئين الأفارقة الذين يحلمون بالوصول إلى أوروبا. هذه الأغنية غنتها مع مغني الراب الغاني «بليتز ذي أمباسادور». وأغنية أخرى تتكلم عن العولمة. وبعكس ألبومها الأول «ليكم»، قامت في هذا الألبوم باستخدام الآلات فقط دون تكبير الموسيقى إلكترونياً، وبتسجيل الأصوات الأصلية للآلات. ابتغت في هذا الألبوم أن تسمع صوتها نقياً وليس بالمؤثرات والترتيبات الصوتية.

### سينغل
- أمي بالاشتراك مع باري (‏2003)
- حمد لله (2004)
- الدايم الله (2004)
- أفريكا (2004)
- Humilité (‏2005)
- La Ti’ass feat. H. KAYNE (‏2008)
- Hip Hop Exchange مع H-Kayne & Tote King (‏2009)
- ليك (‏2009)
- ليك، مع دون بيغ (2010)

## وصلات خارجية
- أوم على موقع ميوزك برينز (الإنجليزية)
- أوم على موقع ديسكوغز (الإنجليزية)
- الموقع الرسمي
- أوم  على فيسبوك.
- أم الغيث: صوت ينزل رذاذا وأحاسيس موقع فرانس 24.
- لقاء مع أم الغيث على هسبريس.